# Senta Wengraf
| Senta Wengraf                             | Senta Wengraf                                   |
| Kattints az alábbi külső linkek egyikére! | Kattints az alábbi külső linkek egyikére!       |
| ----------------------------------------- | ----------------------------------------------- |
| Nem található szabad kép.(?)              |                                                 |
| külső link · jogvédett                    | Irene Gerlach kisasszony A két Lotti-ban (1950) |

Senta Wengraf (Bécs, 1924. május 10. – Bécs, 2020. december 6.) osztrák színésznő.

## Filmjei
Mozifilmek
- Glaube an mich (1946)
- Alles Lüge (1948)
- Mein Freund, der nicht nein sagen konnte (1949)
- A két Lotti (Das doppelte Lottchen) (1950)
- Frühlingsstimmen (1952)
- Der Verschwender (1953)
- Schubert (1953)
- Don Giovanni (1955)
- Gasparone (1956)
- Lügen haben hübsche Beine (1956)
- Sissi – Az ifjú császárné (Sissi – Die junge Kaiserin) (1956)
- Császárvadászok (Kaiserjäger) (1956)
- Skandal in Ischl (1957)
- Sissi – Sorsdöntő évek (Sissi – Schicksalsjahre einer Kaiserin) (1957)
- Man müßte nochmal zwanzig sein (1958)
- Wenn die Glocken hell erklingen (1959)
- Geständnis einer Sechzehnjährigen (1961)
- Bockerer (1981)
- Ein Herz wird wieder jung (1999)

Tv-filmek
- Spiel im Schloß (1954)
- Das kalte Licht (1955)
- Der Strafverteidiger (1961)
- Anatol (1962)
- Der Mustergatte (1963)
- Der Bauer als Millionär (1963)
- Der Schatten: Ein Märchen für Erwachsene (1963)
- Teababa (Die Teepuppe) (1964)
- Späte Liebe (1965)
- Radetzkymarsch (1965)
- Zeit der Kirschen (1966)
- Ein Schweigen vom Himmel (1968)
- Bei Kerzenlicht (1968)
- Reiterattacke (1968)
- Weh' dem, der erbt (1969)
- Zwischenspiel oder Die neue Ehe (1971)
- Manolescu – Die fast wahre Biographie eines Gauners (1972)
- Defraudanten (1972)
- Elisabeth Kaiserin von Österreich (1972)
- Der Mann, der sich nicht traut (1975)
- Der Talisman (1976)
- Der Mustergatte (1980)
- Lady Windermeres Fächer (1983)
- Minister gesucht (1985)
- Alles Walzer (1989)
- Die spanische Fliege (1995)
- Othello darf nicht platzen (2002)

Tv-sorozatok
- Familie Leitner (1960–1964, 17 epizódban)
- Oberinspektor Marek (1969, egy epizódban)
- Der Kurier der Kaiserin (1971, egy epizódban)
- Die Unverbesserlichen (1971, egy epizódban)
- Fritz Muliar Schau (1972, egy epizódban)
- Hallo – Hotel Sacher... Portier! (1974, egy epizódban)
- Trautes Heim (1978, egy epizódban)
- Die liebe Familie (1987–1993, 11 epizódban)
- Wolken über Kaprun (1993, egy epizódban)